# 戟叶滨藜
戟叶滨藜（学名：Atriplex hastata）为藜科滨藜属下的一个种。

## 扩展阅读
- 維基物種上的相關：戟叶滨藜